# Comitatul Cherokee, Alabama
Comitatul Cherokee, conform originalului din limba engleză Cherokee County (cod FIPS 01 - 019), este unul din cele 67 de comitate ale statului Alabama, Statele Unite ale Americii.